# Alphonse Indelicato
Alphonse "Al" Indelicato (25 de febrero de 1931 - 5 de mayo de 1981), también conocido como Sonny Red, fue un poderoso caporegime estadounidense de la familia criminal Bonanno de Nueva York que fue asesinado junto a Dominick Trinchera y Philip Giaccone por planear el derrocamiento del jefe de la familia Bonanno, Philip Rastelli.

## Primeros años
Alphonse Indelicato nació en la ciudad de Nueva York. Su familia procedía de Siculiana, en la provincia de Agrigento, Sicilia. Indelicato era suegro del socio de la familia Bonanno Salvatore Valenti y ex yerno del capo Bonanno Charles Ruvolo. Indelicato era particularmente aficionado a un par de botas de vaquero de cuero rojo hechas a medida, que pueden haber sido el origen de su apodo "Sonny Red".
Indelicato también estaba emparentado con Gerard Thomas Indelicato, asesor educativo del gobernador de Massachusetts Michael Dukakis, y de Giuseppe Indelicato, un traficante de heroína. Indelicato se casó primero con la hija de Ruvolo, con quien tuvo un hijo, Anthony "Bruno" Indelicato. Indelicato se casó después con Margaret Elizabeth McFhadden, pero ambos se distanciaron más tarde.
Indelicato fue acusado en 1972 por la investigación del asesinato de Joe Gallo, pero fue puesto en libertad bajo fianza de 15.000 dólares.

### Planificando un golpe
Joseph Massino comenzó a competir por el poder con Dominick "Sonny Black" Napolitano, otro capo leal a Philip Rastelli, tras el asesinato de Carmine Galante en 1979. Ambos hombres se vieron a su vez amenazados por otra facción que pretendía deponer al jefe ausente, liderada por los capos Indelicato, Dominick "Big Trin" Trincera y Philip Giaccone. En un principio, la Comisión trató de mantener la neutralidad, pero en 1981, Massino recibió información de sus informadores de que los tres capos se estaban abasteciendo de armas automáticas y planeaban matar a los leales a Rastelli dentro de la familia Bonanno para hacerse con el control total. Massino pidió consejo al jefe de la familia criminal Colombo Carmine Persico y al jefe de la familia criminal Gambino Paul Castellano, quienes le dijeron que actuara de inmediato.

## El asesinato de los tres capos
El 5 de mayo de 1981, leales a Massino mataron a tiros a Indelicato, Trinchera y Giaccone, en un club nocturno de Brooklyn. Con el pretexto de llegar a un acuerdo de paz, Massino les había invitado a reunirse con él en el 20/20 Night Club de Clinton Hill, Brooklyn. Sin embargo, el verdadero plan de Massino era asesinar a los capos. La emboscada se preparó en el almacén del club, con Salvatore Vitale y otros tres pistoleros con pasamontañas escondidos en un armario. Uno de los pistoleros era el mafioso Vito Rizzuto, que llegó de Montreal con otro mafioso canadiense para ayudar a Massino. Massino dijo a los hombres que evitaran disparar a lo loco para que las balas no salpicaran la habitación. Massino también trajo paños y cuerdas para deshacerse de los cuerpos después.
Cuando los capos llegaron al 20/20, Massino y los mafiosos Bonanno Gerlando Sciascia y Frank Lino los escoltaron hasta el almacén. Cuando los hombres entraron en la habitación, Sciascia se pasó la mano por el pelo, dando la señal preestablecida. Vitale y los pistoleros salieron corriendo del armario, con Rizzuto gritando "es un atraco". Massino propinó inmediatamente un puñetazo a Giaccone, tirándolo al suelo, y también impidió que Indelicato escapara. Giaconne se levantó e intentó salir corriendo de la habitación, pero quedó bloqueado contra una pared junto a Trinchera. Los pistoleros mataron a Giaccone con una descarga de subfusil. Luego apuntaron contra Indelicato y Trinchera. Los tres capos estaban desarmados, como era la norma cuando asistían a una reunión de paz.
Tras los asesinatos, los pistoleros de Bonanno transportaron los tres cadáveres a un solar de Lindenwood, Queens, en una zona conocida como The Hole.
El solar era un cementerio de la mafia Gambino; el capo Gambino John Gotti dispuso que sus hombres enterraran allí los cadáveres como favor a Massino. Unas semanas más tarde, el 28 de mayo, las autoridades descubrieron el cuerpo de Indelicato y lo sacaron del solar.
En octubre de 2004, después de que unos niños informaran de que habían encontrado un cadáver en el solar de Lindenwood, agentes del FBI excavaron la propiedad y descubrieron los cuerpos de Trinchera y Giaccone. Entre los objetos personales que desenterraron había un reloj Piaget que había pertenecido a la mujer de Giaccone. En diciembre de 2004, los cadáveres fueron identificados positivamente como Giaccone y Trinchera.
El 23 de junio de 2005, Massino, entonces testigo del gobierno para evitar la pena de muerte, se declaró culpable de varios asesinatos, entre ellos los de Giaccone, Trinchera e Indelicato. Se le impusieron dos cadenas perpetuas. El 4 de mayo de 2007, tras ser extraditado a Estados Unidos, Rizzuto se declaró culpable en un tribunal de Brooklyn de cargos reducidos por el asesinato de tres capos y fue condenado a diez años en una prisión estatal.
Tras el asesinato de su padre, el hijo de Indelicato, Anthony, se escondió en Fort Lauderdale, Florida. Massino quería matarlo también, pero había faltado a la cita. Su padre trajo a Lino en su lugar, que fue el único superviviente de la masacre. Lino, que había escapado, se pasó rápidamente al bando de Massino. Napolitano encargó al socio Donnie Brasco, a quien esperaba convertir en un hombre hecho, que matara a Indelicato. "Brasco", sin embargo, era en realidad un agente encubierto del FBI llamado Joseph Pistone; poco después de ordenar el golpe, la misión de Pistone terminó y Napolitano fue informado de su infiltración.

## En la cultura popular
- En la película de 1997 Donnie Brasco'], Al Indelicato fue interpretado por Robert Miano.
- En la serie de televisión canadiense de 2017 Bad Blood], en un flashback, Sonny Red es interpretado por Joe Di Mambro.